# Achim Freyer

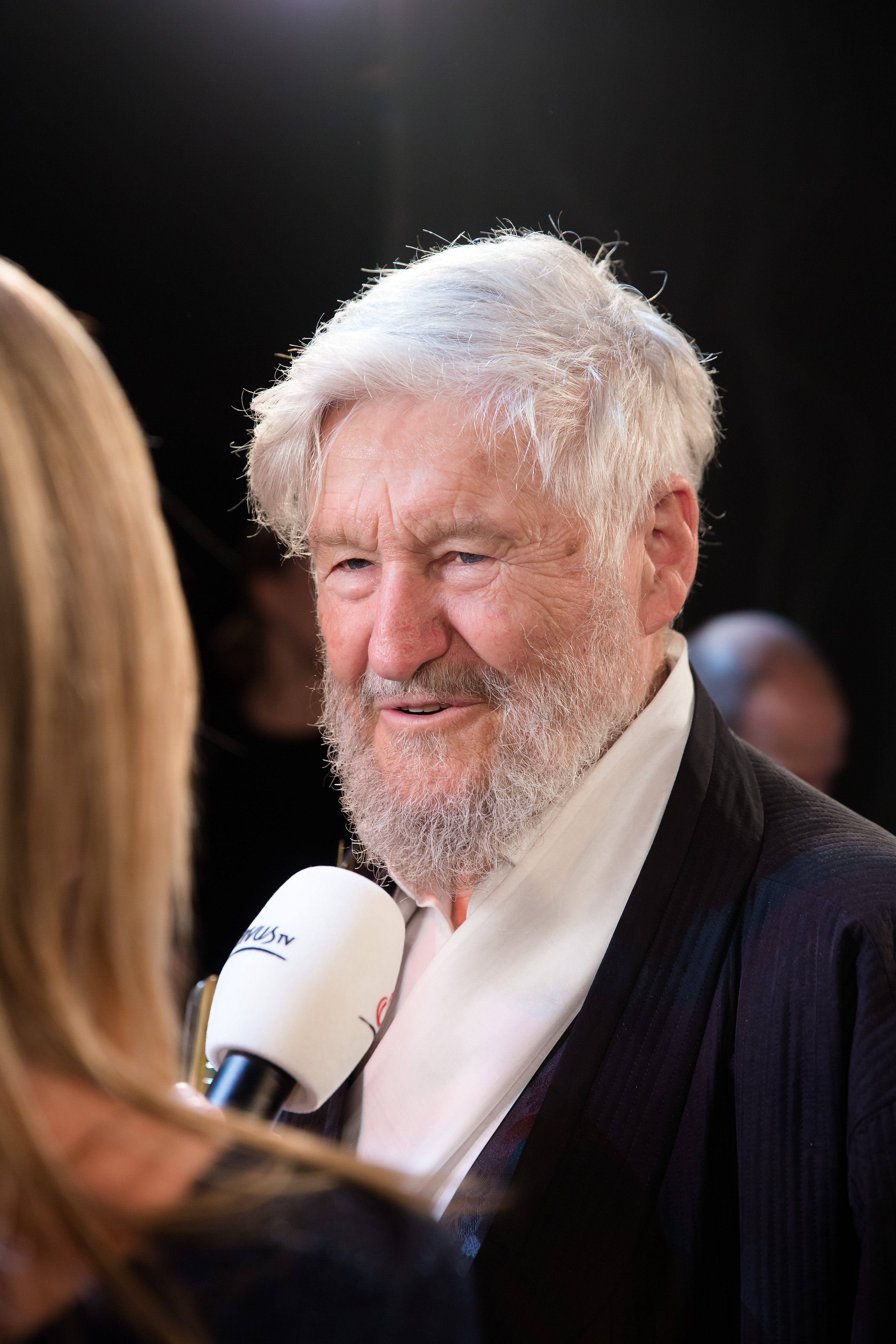
Achim Freyer (2015)

Achim Freyer (* 30. März 1934 in Berlin) ist ein deutscher Regisseur, Bühnen- und Kostümbildner und Maler. Er gilt als der „Meister der Schauspiel- als Maskenkunst in Deutschland“. Er ist Mitglied der Akademie der Künste (Berlin), der Freien Akademie der Künste zu Leipzig und der Sächsischen Akademie der Künste.

## Leben

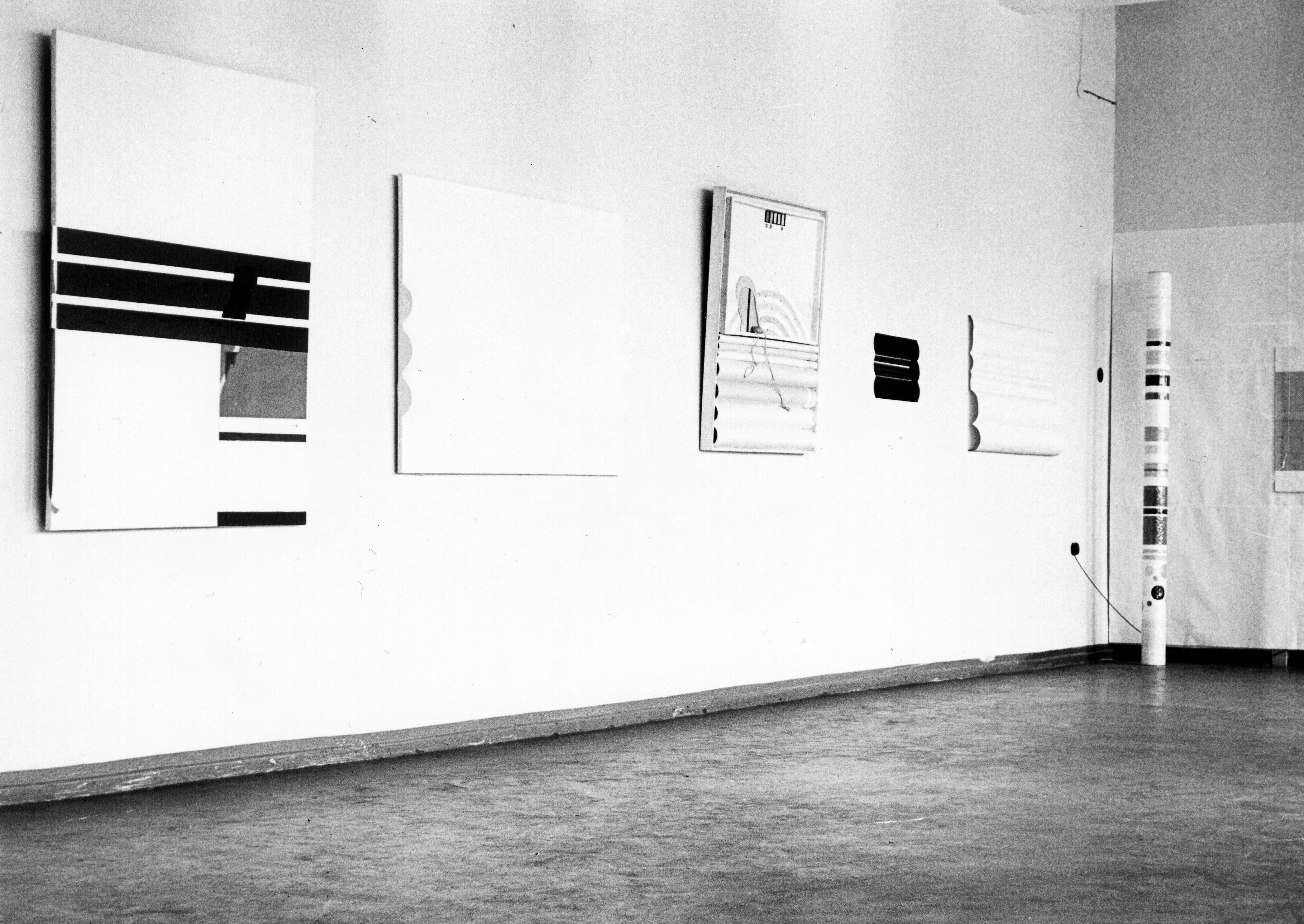
Ausstellung von Malerei, Grafik und Objekten von Achim Freyer im Zentralinstitut für Kernforschung Rossendorf 1971, organisiert vom Rossendorfer Klub

Achim Freyer besuchte die traditionsreiche Landesschule Pforta in Schulpforte bei Naumburg (Saale). Sein ehemaliger Mitschüler Karlheinz Klimt, später selbst im Theaterbereich tätig, hat diesen gemeinsamen Jahren ein literarisches Denkmal gesetzt. Die Familie Freyers war antinazistisch eingestellt. Sein Vater war während des Zweiten Weltkrieges im Kampf um Berlin eingesetzt und wurde wegen Bemerkungen zur Sinnlosigkeit des Krieges standrechtlich erschossen.
Freyer studierte von 1951 bis 1955 bei Gregor Krauskopf an der Fachschule für Werbung und Gestaltung Berlin-Schöneweide und war danach bis 1957 Meisterschüler von Bertolt Brecht an der Deutschen Akademie der Künste. Er arbeitete als Bühnen- und Kostümbildner (u. a. mit Regisseuren wie Ruth Berghaus, Adolf Dresen und Benno Besson). Gegen den anfänglichen Widerstand von Klaus Fuchs, des stellvertretenden Direktors des Zentralinstituts für Kernforschung (ZfK) in Rossendorf, konnte er 1971 im Rossendorfer Klub seine Malerei, Grafik und Objekte ausstellen, obwohl seine Arbeiten in der DDR als „dekadent“ eingestuft wurden. Freyer war Mitglied des Verbands Bildender Künstler der DDR und u. a. 1958 in Dresden auf der Vierten Deutsche Kunstausstellung vertreten.
Im Jahr 1972 nutzte Freyer eine Westreise zur Flucht aus der DDR. Seine Familie ließ er durch Fluchthelfer nachholen. In West-Berlin begann er bald mit eigenen Arbeiten als Regisseur. Er inszenierte an zahlreichen führenden Theatern Deutschlands und Europas. Einen besonderen Schwerpunkt bildeten Ur- und Erstaufführungen, u. a. von Komponisten wie Mauricio Kagel, Unsuk Chin, Dieter Schnebel (Maulwerke, 1977), Philip Glass, Helmut Lachenmann und Erhard Grosskopf. Als bildender Künstler war er u. a. auf der Kasseler documenta (1977 und 1987) und auf der Prager Quadriennale vertreten. Von 1976 bis 2002 war Freyer Ordentlicher Professor an der Hochschule der Künste (HdK), der heutigen Universität der Künste Berlin (UdK). In Berlin gründete er 1988 das Freyer Ensemble, dem Schauspieler, Tänzer, Akrobaten, Musiker, Sänger, Regisseure und Bühnenbildner angehören. Aus der Verbindung der verschiedenen Disziplinen darstellender und bildender Kunst entstanden zahlreiche eigene Aufführungen.
Für seine Inszenierung von Turandot/Perséphone (Busoni/Strawinski) 1994 in Venedig gewann er den italienischen Kritikerpreis für die beste Inszenierung des Jahres.
In seiner Gründerzeitvilla in der historischen Berliner Villenkolonie Lichterfelde-West eröffnete Freyer 2013 das „Kunsthaus Achim Freyer“.
Aus seiner 1968 geschlossenen Ehe mit der Künstlerin Ilona Freyer (1943–1984) stammen die 1971 geborenen Zwillingstöchter: die Kostümbildnerin Amanda Freyer und die Malerin Julia Freyer. Achim Freyer ist seit 2012 in zweiter Ehe mit der koreanischen Sopranistin Esther Lee-Freyer verheiratet.
Achim Freyer lebt neben Berlin zeitweise auch in der südlichen Toskana.

## Achim-Freyer-Stiftung und Sammlung

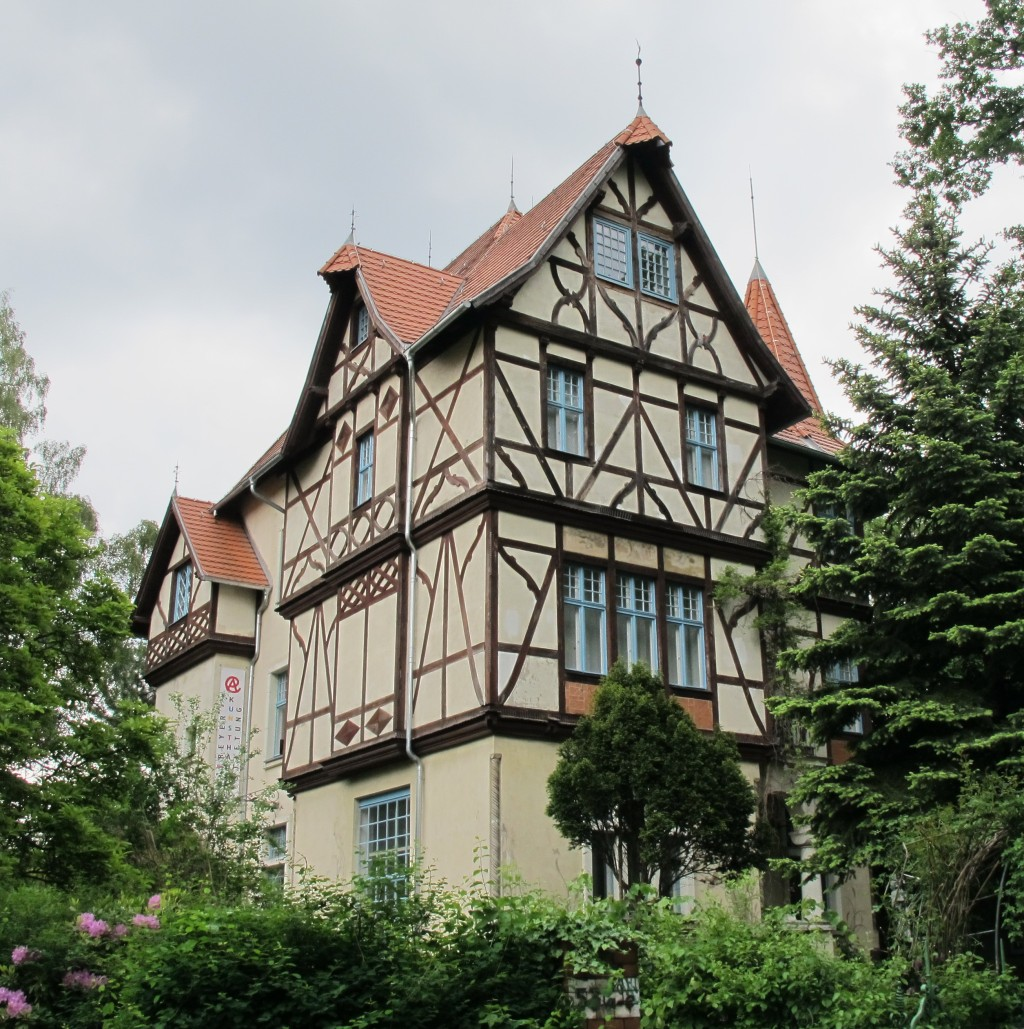
„Kunsthaus Achim Freyer“ in Lichterfelde West

Seit 2009 besteht die Achim-Freyer-Stiftung, welche 2014 in eine rechtsfähige Stiftung bürgerlichen Rechts umgewandelt wurde. 2013 eröffnete das „Kunsthaus Achim Freyer“ in einer Villa im Berliner Villenviertel Lichterfelde West, in welchem Freyers Privatsammlung mit Gemälden des 19. bis 21. Jahrhunderts ausgestellt wird. Der „Freundeskreis der Achim-Freyer-Stiftung“ betreibt hier Führungen, Ausstellungen und Veranstaltungen.

## Wichtige Inszenierungen

### Schauspiel
- Faust I und II (Goethe), Regie: Claus Peymann, Stuttgart 1977

- Theatertrilogie
  - Die Metamorphosen des Ovid oder Die Bewegung von den Rändern zur Mitte hin und umgekehrt, Burgtheater 1987
  - Woyzeck, Burgtheater 1989
  - Phaeton, Burgtheater 1991

- Der Diener zweier Herren (Carlo Goldoni), Burgtheater 1997
- Die Eingeborene (UA, Franz Xaver Kroetz), Burgtheater 1999
- Hamlet (Shakespeare), Berliner Ensemble 2000
- Wenn Du Einem Toten Hund Begegnest oder Die Probe, Berliner Ensemble, 2006

### Oper
- 1968: Der Barbier von Sevilla (Gioachino Rossini), Regie: Ruth Berghaus, Staatsoper Unter den Linden, Berlin
- 1979: Iphigénie en Tauride (Christoph Willibald Gluck), Bayerische Staatsoper, München
- 1980: Der Freischütz (Carl Maria von Weber), Staatsoper Stuttgart
- 1982: Die Zauberflöte (Wolfgang Amadeus Mozart), Hamburgische Staatsoper
- 1982: Orfeo ed Euridice (Christoph Willibald Gluck), Deutsche Oper Berlin
- Philip-Glass-Trilogie, Staatstheater Stuttgart:
  - 1981: Satyagraha
  - 1984: Akhnaten
  - 1988: Einstein on the Beach
- 1987: Lichtknall • Ballett (Erhard Grosskopf), Deutsche Oper Berlin
- 1996: h-Moll-Messe (Johann Sebastian Bach), Szenische Uraufführung für die Schwetzinger Festspiele (2002: an der Los Angeles Opera)
- 1997: Don Giovanni, Teatro La Fenice, Venedig
- 1997: Die Zauberflöte, Salzburger Festspiele (Felsenreitschule)
- 1994: Tristan und Isolde (Richard Wagner), Théâtre Royal de la Monnaie Brüssel
- 1997: Das Mädchen mit den Schwefelhölzern (Helmut Lachenmann), Hamburgische Staatsoper
- 1997: La Cenerentola (Gioacchino Rossini), Wiener Volksoper
- 1998: L’Orfeo (Claudio Monteverdi), Wiener Festwochen
- 1999: Genoveva (Robert Schumann), Oper Leipzig
- 2001: L'anima del filosofo, ossia Orfeo ed Euridice (Joseph Haydn), Schwetzinger Festspiele und Wuppertaler Bühnen
- 2002: Macbeth (Salvatore Sciarrino), Schwetzinger Festspiele
- 2002: Die Zauberflöte (Wolfgang Amadeus Mozart), Schwetzinger Festspiele sowie Opéra National du Rhin, Straßburg
- 2003: La damnation de Faust (Hector Berlioz), Los Angeles Opera
- 2003: Salome (Richard Strauss), Deutsche Oper Berlin
- 2004: Ariodante (Georg Friedrich Händel), Oper Frankfurt
- 2006: Médée (Luigi Cherubini), Nationaltheater Mannheim
- 2007: Alice in Wonderland (Unsuk Chin), Bayerische Staatsoper, Opernfestspiele München
- 2007: La traviata (Giuseppe Verdi), Nationaltheater Mannheim
- 2008 Eugen Onegin (Pjotr Iljitsch Tschaikowski), Staatsoper Unter den Linden, Berlin
- 2009/10: Der Ring des Nibelungen (Richard Wagner), Los Angeles Opera
- 2011: Moses und Aron (Arnold Schönberg), Opernhaus Zürich
- 2011: Mr. Rabbit and the Dragon King (traditionelle P’ansori), Nationaltheater Korea (Seoul), mit Gastspiel an den Wuppertaler Bühnen[10]
- 2012–2013 Der Ring des Nibelungen (Richard Wagner), Nationaltheater Mannheim
- 2012: Rappresentatione di Anima, et di Corpo (Emilio de’ Cavalieri), Staatsoper im Schillertheater, Berlin
- 2013: Cage Stage. Musiktheater von und nach John Cage, Landestheater Linz
- 2014: Schneewittchen von Heinz Holliger, Theater Basel
- 2015: Luci mie traditrici (Salvatore Sciarrino), Halle E im MuseumsQuartier (Wiener Festwochen)[11]
- 2017: Parsifal (Richard Wagner), Hamburgische Staatsoper
- 2018: Jephtha (Georg Friedrich Händel), Szenische Fassung des Oratoriums, Staatstheater Wiesbaden
- 2024: Don Carlos (siebte Fassung) (Giuseppe Verdi), Staatstheater Meiningen[12]
- 2025 La Cenerentola (Gioacchino Rossini), Staatstheater Darmstadt, Wiederaufnahme der Produktion aus der Wiener Volksoper

### Film
- MET AMOR PH OSEN 1994
- Reise ins Blaue

## Werke

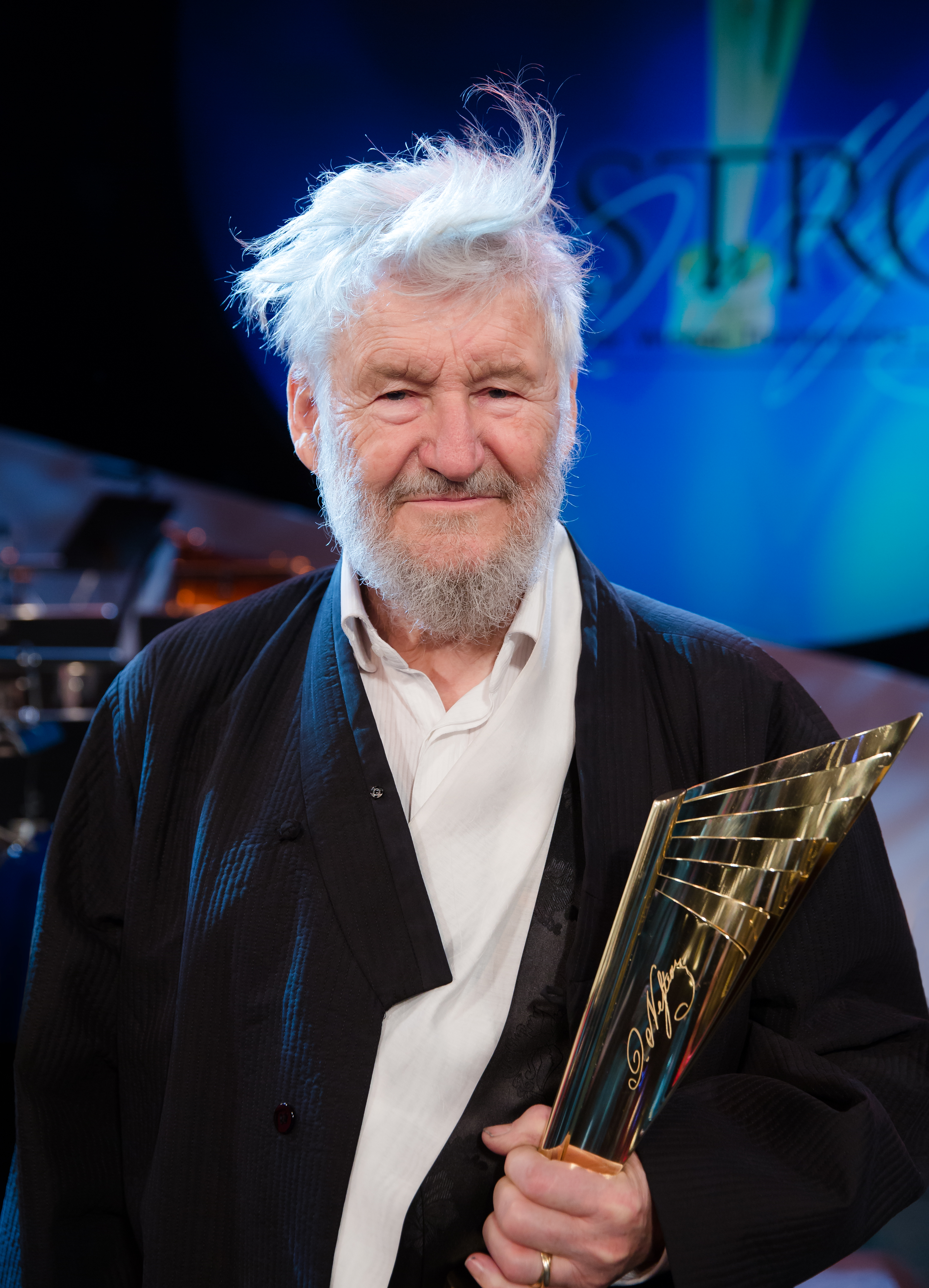
Achim Freyer (Nestroy-Theaterpreis 2015)

### Graphik
- 1994: Peer Gynt (Mappe mit elf Kaltnadelradierungen und einem Text von Hermann Beil. Die Mappe erschien anlässlich der Inszenierung von Claus Peymann, Achim Freyer und Hermann Beil am Burgtheater Wien im Februar 1994. 10. Druck der Berliner Graphikpresse)[13]

### Buchillustrationen
- August Stramm, Sancta Susanna. Mit 6 z. T. farbigen Originallithographien von Achim Freyer, Verlag Faber & Faber

### Texte
- Achim Freyer, Nele Hertling: »Der erste Zuschauer im Theater bin ich.« Ein Gespräch über Malerei, Regie, Bühne und Brecht, In: Sinn und Form 2/2024, S. 255–258

## Auszeichnungen
- 1987: Kainz-Medaille der Stadt Wien
- 1989: Bundesverdienstkreuz 1. Klasse[14]
- 2000: Bayerischer Theaterpreis (Ehrenpreis des Bayerischen Ministerpräsidenten)
- 2005: Ehrenmedaille der Bundeshauptstadt Wien in Silber
- 2007: Hein-Heckroth-Bühnenbildpreis
- 2015: Nestroy-Theaterpreis für das Lebenswerk.[15]
- 2016: Deutscher Theaterpreis Der Faust in der Kategorie Bühne/Kostüm für Esame di mezzanotte, Nationaltheater Mannheim
- 2022: Deutscher Theaterpreis Der Faust für sein Lebenswerk[16]